# Griffith Davies
Griffith Davies (gal·lès: Gruffyd Dafydd)  (Llandwrog, 5 de desembre de 1788 - Islington, 25 de març de 1855) va ser un actuari gal·lès.

## Vida i obra
Davies va néixer en una família gal·lesa molt humil i l'única escolarització que va tenir abans del set anys va ser a l'escola gal·lesa dominical. Amb set anys va començar a assistir a una escola anglesa que s'havia obert a unes dues milles de la seva casa, però l'any següent va haver de començar a treballar a la granja familiar. Quan tenia dotze anys va tornar a l'escola, però la va deixar als sis mesos per les males collites de 1800 i 1801 i, a partir dels catorze anys, va estar treballant a les pedreres de pissarra fins a aconseguir convertir-se en oficial amb un sou d'adult. Amb els diners estalviats, va anar a l'escola de Carnarvon durant tres mesos, per millorar el seu anglès i per aprendre els principis de l'aritmètica.
El 1809, decidit a millorar tan el seu anglès com els seus coneixements de matemàtiques, es va embarcar cap a Londres. A Londres va estudiar a diferents escoles amb poc èxit i, quan ja pensava en retornar a Gal·les, va coincidir amb un professor de nom Rainalls de Sadler's Wells (al barri d'Islington) que el va contractar com tutor a la seva escola, cosa que li va permetre dedicar molt de temps a l'estudi. Per millorar els seus coneixements de matemàtiques es va unir a la Societat Matemàtica Spitalfields i va utilitzar força la seva biblioteca.

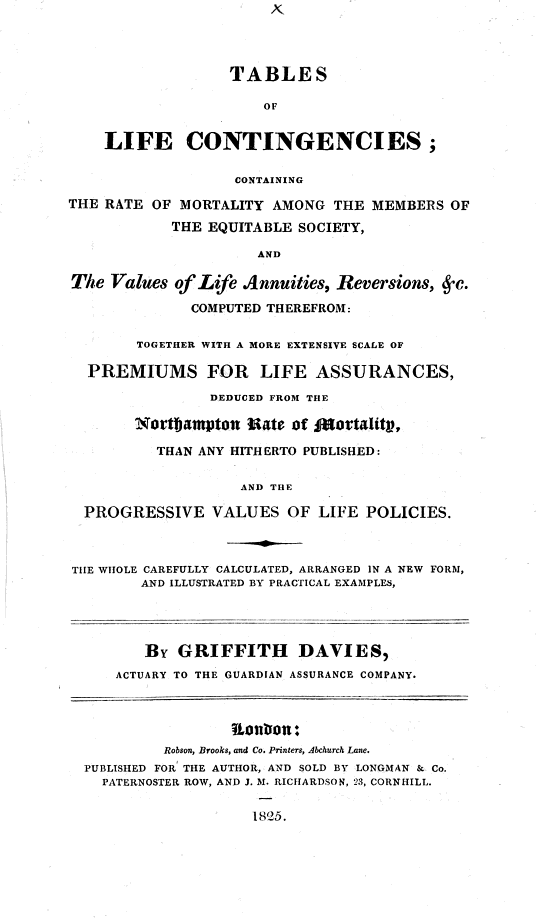
Tables of Life Contingencies (1825).

El 1812 es va aventurar a crear la seva pròpia escola a Lizard Street; també es va casar, va tenir la primera filla l'any següent i va començar a escriure una de les seves obres més significatives: Key to Bonnycastle's Trigonometry que es va publicar el 1814, sense ser cap èxit econòmic, però que li va brindar un prestigi acadèmic que abans no tenia. El 1816 va traslladar i ampliar la seva escola a Cannon Street, mentre havia començat a estudiar la teoria de les assegurances de vida, a instàncies d'un dels seus alumnes.
El 1822, en crear-se la Guardian Assurance Company (actualment AXA), en va ser nomenat actuari, càrrec que va mantenir fins a la seva mort. També va ser actuari de la Reversiornary Interest Society a partir de 1823, a part de col·laborar amb diferents asseguradores i mutualitats de la Índia.
El seu treball més notable es va publicar el 1825: les Tables of Life Contingencies. Davies va esdevenir un dels actuaris més notables de la capital, tan és així que, quan es va fundar l'Institute of Actuaries (1948) el seu nom va ser considerat per presidir-lo, tot i que, finalment, el nomenament va ser per a John Finlaison.
El 1847 va patir una severa grip que li va deixar una bronquitis crònica i el 1853 va tornar a tenir un episodi de bronquitis greu. A finals de 1854 va patir un atac de paràlisi que el va enfonsar gradualment fins a la seva mort el març de 1855.